# Meschok bes dna
Meschok bes dna (übersetzt „Die bodenlose Tasche“, russisch Мешок без дна, englisch The Bottomless Bag) ist ein russischer Historiendramafilm aus dem Jahr 2017 unter der Regie von Rustam Chamdamow. Der Film basiert auf Ryūnosuke Akutagawas Geschichte Im Dickicht von 1922, die im Film zu Zeiten von Zar Alexander II. spielt.

## Handlung
Die Geschichte spielt während der Regierungszeit des russischen Kaisers Alexander II. Die Märchenerzählerin des Großfürsten erzählt ein Märchen, das im XIII. Jahrhundert im märchenhaften russischen Wald, wo Pilzmenschen leben, und auf den Hinterbeinen wandert ein Bär. Die Erzählerin erzählt auch über den mystischen Mord an einem Zarewitsch im Wald. Die Märchenfiguren, Zeugen dieses Verbrechens, erzählen verschiedene Versionen des Vorfalls, die sich von dem unterscheiden, was tatsächlich passiert ist.
Der Name des Films geht auf den Titel des Märchens Der wunderbare Reisesack (Zweihundertfünfundneunzigste Nacht aus dem Zyklus „Tausendundeine Nacht“) zurück, das der Großfürst und die Märchenerzählerin im Film einander erzählen.

## Auszeichnungen und Nominierungen
| Auszeichnungen und Nominierungen                                                            | Auszeichnungen und Nominierungen | Auszeichnungen und Nominierungen             | Auszeichnungen und Nominierungen | Auszeichnungen und Nominierungen | Auszeichnungen und Nominierungen |
| Auszeichnungen                                                                              | Jahr                             | Kategorie                                    | Nominiert                        | Ergebnis                         | Nachweis                         |
| ------------------------------------------------------------------------------------------- | -------------------------------- | -------------------------------------------- | -------------------------------- | -------------------------------- | -------------------------------- |
| Internationales Filmfestival Moskau                                                         | 2017                             | Preis der russischen Filmkritik              | Rustam Chamdamow                 | prämiert                         | [ 9 ]                            |
| Internationales Filmfestival Moskau                                                         | 2017                             | Sonderpreis der Jury                         | Rustam Chamdamow                 | prämiert                         | [ 9 ]                            |
| Internationales Filmfestival Moskau                                                         | 2017                             | Goldener Georg                               |                                  | nominiert                        | [ 9 ]                            |
| Weißer Elefant, Filmpreis des Russischen Filmkritikerverbands                               | 2017                             | Bester Szenenbildner / Beste Szenenbildnerin | Irina Otschina                   | prämiert                         | [ 10 ]                           |
| Weißer Elefant, Filmpreis des Russischen Filmkritikerverbands                               | 2017                             | Bester Film                                  |                                  | nominiert                        | [ 10 ]                           |
| Weißer Elefant, Filmpreis des Russischen Filmkritikerverbands                               | 2017                             | Bester Regisseur                             | Rustam Chamdamow                 | nominiert                        | [ 10 ]                           |
| Weißer Elefant, Filmpreis des Russischen Filmkritikerverbands                               | 2017                             | Beste Schauspielerin                         | Swetlana Nemoljajewa             | nominiert                        | [ 10 ]                           |
| Goldener Adler (Filmpreis, Russland)                                                        | 2018                             | Beste Nebendarstellerin                      | Anna Michalkowa                  | nominiert                        |                                  |
| Asien-Pazifik-Filmpreis (APSA) der Filmakademien der Länder des asiatisch-pazifischen Raums | 2017                             | Beste Kamera                                 | Timofei Lobow Wladimir Djakonow  | prämiert                         |                                  |
| Buenos Aires Internationales Festival des Independent-Films                                 | 2018                             | Bester Spielfilm – Avantgarde und Genre      | Rustam Chamdamow                 | nominiert                        |                                  |